# Guvid negru
Guvidul negru sau guvida neagră (Gobius niger) este un pește marin mic din familia gobiide răspândit în apele din estul Oceanului Atlantic, Marea Baltică, Marea Mediterană, Marea Neagră și Marea Azov, foarte rar în strâmtoarea Kerci.